# Rhosus colombiana
Rhosus colombiana là một loài bướm đêm trong họ Noctuidae.